# Église Saint-Nicolas de Westkapelle
Pour les articles homonymes, voir Église Saint-Nicolas.
L'église Saint-Nicolas de Westkapelle est une église néogothique située sur le territoire de la commune belge de Knokke-Heist, dans la province de Flandre-Occidentale.

## Historique
Les parties les plus anciennes remontent à 800. La construction de la tour débute en 1250.
En 1405, durant la guerre de Cent Ans, l'église est brûlée lors d'une attaque menée par les Anglais.
Le clocher est reconstruit en 1412 (il mesure alors 25 mètres de haut). Cette reconstruction est effectuée à la demande de la Ligue hanséatique.
En 1575, le monument est gravement endommagé par les Gueux de mer. L'édifice est reconstruit de 1618 à 1640 en style baroque.
Le clocher est brûlé par la foudre en 1675. Il sera reconstruit, mais sans la flèche.
En 1908, une restauration néogothique est entamée. La flèche est reconstruite en s'inspirant de son modèle de 1412.
De 1993 à 1996, l'édifice subit une restauration générale. Le monument est classé en 1996.
Le 26 mars 2013, l'édifice est ravagé par un incendie.